# III. třída okresu Benešov
III. třída okresu Benešov patří společně s ostatními třetími třídami mezi deváté nejvyšší fotbalové soutěže v Česku. Je řízena Okresním fotbalovým svazem Benešov. Hraje se každý rok od léta do jara se zimní přestávkou. Hraje se ve dvou skupinách (označených A a B), každá skupina má 14 účastníků (celkem tedy 28 týmů) z okresu Benešov, každý s každým hraje jednou na domácím hřišti a jednou na hřišti soupeře. Celkem se tedy hraje 24 kol. Vítěz každé ze skupin postupuje do II. třídy okresu Benešov.

## Vítězové

### III. třída okresu Benešov skupina A
| Ročník    | Vítězný tým          |
| --------- | -------------------- |
| 2003/2004 | TJ Sokol Neveklov    |
| 2004/2005 | TJ Sokol Přestavlky  |
| 2005/2006 | TJ Sokol Ostředek    |
| 2006/2007 | TJ Úročnice Benešov  |
| 2007/2008 | TJ Slavoj Čerčany    |
| 2008/2009 | TJ Úročnice Benešov  |
| 2009/2010 | TJ Sokol Přestavlky  |
| 2010/2011 | TJ Sokol Neveklov    |
| 2011/2012 | TJ Sokol Přestavlky  |
| 2012/2013 | FK Soběhrdy          |
| 2013/2014 | TJ Sokol Krhanice    |
| 2014/2015 | FK Soběhrdy          |
| 2015/2016 | SK Olbramovice       |
| 2016/2017 | TJ Sokol Nespeky „B“ |
| 2017/2018 | TJ Sokol Krhanice    |
| 2018/2019 |                      |

### III. třída okresu Benešov skupina B
| Ročník    | Vítězný tým              |
| --------- | ------------------------ |
| 2003/2004 | TJ Sokol Teplýšovice „B“ |
| 2004/2005 | TJ Sokol Miličín         |
| 2005/2006 | TJ Sokol Zdislavice      |
| 2006/2007 | Sokol Chotýšany          |
| 2007/2008 | FK Bílkovice             |
| 2008/2009 | TJ Sokol Pravonín        |
| 2009/2010 | TJ Sokol Popovice        |
| 2010/2011 | TJ Sokol Jankov          |
| 2011/2012 | TJ Sokol Mezno           |
| 2012/2013 | TJ Sokol Pravonín        |
| 2013/2014 | SK Chocerady             |
| 2014/2015 | TJ Sokol Postupice       |
| 2015/2016 | TJ Sokol Trhový Štěpánov |
| 2016/2017 | TJ Sokol Mezno           |
| 2017/2018 | FC Křivsoudov            |
| 2018/2019 |                          |